# Epitranus nigrithorax
Epitranus nigrithorax är en stekelart som först beskrevs av Girault 1915.  Epitranus nigrithorax ingår i släktet Epitranus och familjen bredlårsteklar. Inga underarter finns listade i Catalogue of Life.